# Kanpur
Kanpur (hindi: कानपुर urdú کان پور) coneguda al segle xix com Cawnpur i fins al 1948 com Cawnpore, és una ciutat de l'Índia, la novena en població i la cinquena en superfície, i la primera de l'estat d'Uttar Pradesh per davant de la capital Lucknow. Està situada a la riba del Ganges, i és un centre industrial. La superfície de la corporació municipal és de 1.600 km² i la població de 4.864.674 habitants. La ciutat disposa d'aeroport.

## Història
Vegeu Districte de Kanpur

## Demografia
- 1872= 122.770
- 1881= 151.444
- 1891= 188.714
- 1901= 197.170
- 1951= 638.734
- 1961= 883.815
- 1971= 1.158.321
- 1981= 1.481.789
- 1991= 1.874.409
- 2001= 2.551.337
- 2009= 4.864.674 (estimada)

## Llocs principals
- Green Park Stadium i l'adjacent Modi Stadium
- Temple de Radha-Krishna (J K Temple) de marbre blanc
- Temple Kherepati
- Temple Anandeshwar, a Parmat a la riba del Ganges
- Bithur, centre de pelegrinatge
- Allen Forest Zoo, gran reserva natural
- Moti Jheel, llac
- Resclosa Lav Kush
- Església del Monument de Kanpur
- Gandhi Hall
- Museu Kanpur Sangrahlaya
- Boodha Bargad, arbre banya en què foren penjats 144 sipais
- Universitat de Kanpur
- Govind Nagar, un districte electoral que és el més gran d'Àsia.
- Diversos malls

## Persones
- John Forbes Royle (1798-1958), metge i botànic